# Eric McCormack
Pour les articles homonymes, voir McCormack et Eric McCormack (homonymie).
Eric McCormack est un acteur canadien naturalisé américain, né le 18 avril 1963 à Toronto au Canada.

## Biographie
Eric McCormack commence à jouer la comédie dès le lycée et, avec le soutien de ses parents, il intègre l'Université Ryerson de Toronto où il reste pendant trois ans. Il passe sept années à travailler dans un théâtre canadien dont cinq saisons avec le festival de Stratford du Canada où il apparaît dans des productions comme Le Songe d'une nuit d'été, Henry V, Meurtre dans la cathédrale et Les Trois Sœurs : dix-sept productions au total. Il travaille aussi avec le Manitoba Theatre Center dans Burn This et le Théâtre Royal Alexandra de Toronto dans Biloxi Blues.
En 1992, il part pour Vancouver où il joue dans plusieurs téléfilms et séries.
En 1994, il tient le rôle du Colonel Mosby dans la série Lonesome Dove: The outlaw years pendant deux ans. C’est grâce à cette série qu’il rencontre sur le plateau de tournage sa future femme Janet Holden avec qui il se marie en septembre 1997. Il joue également dans le film intitulé Audrey Hepburn où il partage la vedette avec Jennifer Love Hewitt. On le retrouve dans Borrowed Hearts avec Roma Downey et dans la mini-série A Will of Their Own.
En 1998, il partage l’affiche avec Eddie Murphy et Jeff Goldblum dans The Holy man. On le voit aussi dans des séries telles que Highlander, Ally McBeal ou Les Dessous de Veronica.
En novembre 2001, il gagne son premier Emmy Award (l'équivalent des Oscars pour la télévision) récompensant son travail dans Will et Grace. Toujours dans la même année, Il fait ses débuts à Broadway dans le rôle d’Harold Hill dans la pièce The Music Man mise en scène par Susan Stroman.
Le 1er juillet 2002, Janet et Eric ont un fils, Finnigan Holden, né à Los Angeles.

## Filmographie

### Films
- 1992 : Giant Steps : Jack Sims
- 1992 : The Lost World : Edward Malone
- 1992 : Return to the Lost World : Edward Malone
- 1997 : Exception to the Rule : Timothy Bayer
- 1998 : Mister G. (Holy Man) : Scott Hawkes
- 1999 : Free Enterprise : Mark
- 2000 : Here's to Life! : Owen Rinard
- 2005 : The Sisters : Gary Sokol
- 2005 : Break a Leg : Dark Haired Actor el Ferrer
- 2008 : Immigrants : Vlad
- 2009 : Best Thing Ever : Dean
- 2009 : Alien Trespass : Ted Lewis
- 2009 : My One and Only : Charlie
- 2011 : Textuality : Clive
- 2012 : Barricade : Terrence Shade
- 2012 : Knife Fight de Bill Guttentag : Larry Becker
- 2013 : Romali Series : Rufus

### Téléfilms
- 1986 : The Boys from Syracuse : Tailor's Apprentice
- 1987 : Much Ado About Nothing : Balthasar
- 1987 : Hangin' In : Jody
- 1993 : Relentless: Mind of a Killer : Stu Feltzer
- 1993 : De parents inconnus (Family of Strangers) : Sam
- 1993 : Tremblement de terre à San Francisco (Miracle on Interstate 880) : Tony
- 1993 : L'Appel de la forêt (Call of the Wild) : Hal
- 1993 : Doubles jumelles, doubles problèmes (Double, Double, Toil and Trouble) : Don Farmer
- 1994 : Island City : Greg 23
- 1994 : L'Homme qui refusait de mourir : Jack Sullivan
- 1997 : Borrowed Hearts : Sam Field
- 2000 : The Audrey Hepburn Story : M
- 2005 : In from the Night
- 2010 : L'Homme aux mille visages (Who Is Clark Rockefeller?) : Clark Rockefeller
- 2013 : Un tueur au visage d'ange (Romeo Killer: The Chris Porco Story) : l’inspecteur Sullivan
- 2016 : A Heavenly Christmas : Max

### Séries télévisées
- 1991 : E.N.G. (2 épisodes)
- 1991 : Street Legal : Barry Taylor (2 épisodes)
- 1992 : Neon Rider : Derek (1 épisode)
- 1992-1993 : Street Justice : Eric Rothman (18 épisodes)
- 1993 : Cobra' : Blake Devaroe (1 épisode)
- 1993 : The Commish : Danny Nolan (2 épisodes)
- 1993 : Les Dessous de Palm Beach : Michael O'Hara (1 épisode)
- 1994-1996 : Lonesome Dove: The Series : Col. Francis Clay Mosby (43 épisodes)
- 1996 : Highlander : Matthew McCormick (1 épisode)
- 1996 : Diagnostic Meurtre : Boyd Merrick (1 épisode)
- 1996 : Townies : Scott (5 épisode)
- 1997 : The Outer Limits : John Virgil (1 épisode)
- 1997 : Jenny : Jason Slade (1 épisode)
- 1997 : Les Dessous de Veronica : Griffin (1 épisode)
- 1998 : Ally McBeal : Kevin Kepler (1 épisode)
- 1998 : De mères en filles (A Will of Their Own) : Pierce Peterson
- 1998-2006 : Will & Grace : Will Truman (194 épisodes)
- 2004 : Dead Like Me : Ray Summers (3 épisodes)
- 2006 : Lovespring International : Roman (1 épisode)
- 2008 : La Menace Andromède (The Andromeda Strain) : Jack Nash (4 épisodes)
- 2008 : Monk : James Novak (saison 7, épisode 7)
- 2009 : Trust Me : Mason McGuire (13 épisodes)
- 2009 : Hell's Kitchen : lui-même (1 épisode)
- 2009 : New York, unité spéciale : Vance Shepard (saison 11, épisode 2)
- 2009-2010 : The New Adventures of Old Christine : Max Kershaw (6 épisodes)
- 2010-2013 : Les Puppies : L'agence canine (Pound Puppies) : Voix de Lucky (65 épisodes)
- 2012-2015 : Perception : Dr Daniel Pierce (34 épisodes)
- 2012 : American Dad! : Swinger
- 2013 : Robot Chicken : divers personnages (1 épisode)
- 2015 : Les Mystères de Laura : Andrew Devlin
- 2015 : Full Circle : Ken Waltham (7 épisodes)
- 2016-2018 : Les Voyageurs du temps (Travelers) : Grant MacLaren
- 2016 : Will & Grace : #VoteHoney : Will Truman (mini-épisode)
- 2017-2020 : Will & Grace : Will Truman
- 2025 : "Elsbeth" saison 2, épisode 9 (Une pause s'impose)

## Voix françaises
En France, Guillaume Lebon est la voix française régulière d'Eric McCormack.
En France
| - Guillaume Lebon dans : - Au-delà du réel : L'aventure continue (série télévisée) - Will et Grace (série télévisée) - Audrey Hepburn, une vie (téléfilm) - Dead Like Me (série télévisée) - La Menace Andromède (mini-série) - Monk (série télévisée) - New York, unité spéciale (série télévisée) - L'Homme aux mille visages (téléfilm) - Perception (série télévisée) - Un tueur au visage d'ange (téléfilm) - Les Mystères de Laura (série télévisée) - Un Noël paradisiaque (téléfilm) - Les Voyageurs du temps (série télévisée) | - Charles Borg dans : - My One and Only - De mères en filles (série télévisée) Et aussi - Antoine Nouel dans Doubles Jumelles, doubles problèmes - Emmanuel Curtil dans Deux cœurs à louer (téléfilm) - Fabrice Josso dans Piège de diamants - Bernard Gabay dans Mister G. - Bruno Choël dans Highlander (série télévisée) - Thierry Gary dans Atypical (série télévisée) |